# Llista de monuments de Lladurs
Llista de monuments inclosos en l'Inventari del Patrimoni Arquitectònic Català per al municipi de Lladurs (Solsonès). Inclou els inscrits en el Registre de Béns Culturals d'Interès Nacional (BCIN) amb la classificació de monuments històrics, els Béns Culturals d'Interès Local (BCIL) de caràcter immoble i la resta de béns arquitectònics integrants del patrimoni cultural català.
| Monument                                                                 | Protecció   | Estil/època              | Localització                                          | Coordenades                                          | Codi?         | Imatge |
| ------------------------------------------------------------------------ | ----------- | ------------------------ | ----------------------------------------------------- | ---------------------------------------------------- | ------------- | --- |
| Castell de Lladurs                                                       | BCIN 967-MH | Romànic XIV-XV           | Lladurs                                               | 42° 03′ 05″ N, 1° 31′ 07″ E / 42.05138°N,1.51853°E   | RI-51-0006369 | Castell de Lladurs · Vegeu més fotos d'aquest monument · Carregueu una nova foto d'aquest monument                                          |
| Castell de Montpol                                                       | BCIN 968-MH | Medieval                 | Lladurs Roca de Montpol                               | 42° 05′ 15″ N, 1° 24′ 19″ E / 42.08747°N,1.40522°E   | RI-51-0006370 | Castell de Montpol (Lladurs) · Vegeu més fotos d'aquest monument · Carregueu una nova foto d'aquest monument                                |
| Masia de Solanes                                                         | BCIN 969-MH | XI                       | Lladurs                                               | 42° 04′ 05″ N, 1° 22′ 45″ E / 42.06813°N,1.37910°E   | RI-51-0006371 | Masia de Solanes (Lladurs) · Vegeu més fotos d'aquest monument · Carregueu una nova foto d'aquest monument                                  |
| Església parroquial de Santa Maria de Lladurs                            | BCIL 2011   | Darreres tendències XX   | Lladurs Ctra. St. Llorenç, km 5                       | 42° 02′ 41″ N, 1° 30′ 31″ E / 42.04467°N,1.50857°E   | IPA-17337     | Església parroquial de Santa Maria de Lladurs · Vegeu més fotos d'aquest monument · Carregueu una nova foto d'aquest monument               |
| Església de Sant Miquel de Vilanova dels Torrents                        | BCIL 2011   | Romànic XI               | Lladurs Ctra. St. Llorenç, km 12                      | 42° 04′ 47″ N, 1° 31′ 27″ E / 42.07966°N,1.52423°E   | IPA-17338     | Església de Sant Miquel de Vilanova dels Torrents (Lladurs) · Vegeu més fotos d'aquest monument · Carregueu una nova foto d'aquest monument |
| Masia de la Salada                                                       |             | Obra popular XV          | Lladurs Ctra. Sant Llorenç, km 10                     | 42° 05′ 20″ N, 1° 30′ 53″ E / 42.08897°N,1.51461°E   | IPA-17339     | Masia de la Salada (Lladurs) · Vegeu més fotos d'aquest monument · Carregueu una nova foto d'aquest monument                                |
| Masia de Riart                                                           |             | Obra popular XII, XVIII  | Lladurs Ctra. St. Llorenç, km 9                       | 42° 04′ 13″ N, 1° 30′ 27″ E / 42.07029°N,1.50763°E   | IPA-17340     | Masia de Riart (Lladurs) · Vegeu més fotos d'aquest monument · Carregueu una nova foto d'aquest monument                                    |
| Masia de la Llera                                                        |             | Obra popular XIV         | Lladurs Ctra. St. Llorenç                             | 42° 01′ 37″ N, 1° 30′ 58″ E / 42.02691°N,1.51608°E   | IPA-17341     | Masia de la Llera (Lladurs) · Vegeu més fotos d'aquest monument · Carregueu una nova foto d'aquest monument                                 |
| Masia de Rotxés, o Rotgers                                               |             | Obra popular XVI         | Lladurs Ctra. St. Llorenç, km 3                       | 42° 01′ 11″ N, 1° 31′ 02″ E / 42.01982°N,1.51715°E   | IPA-17342     | Masia de Rotxés (Lladurs) · Vegeu més fotos d'aquest monument · Carregueu una nova foto d'aquest monument                                   |
| Masia de Cinca                                                           |             | Obra popular XVI         | Lladurs Ctra. St. Llorenç, km 8                       | 42° 03′ 00″ N, 1° 30′ 33″ E / 42.05003°N,1.50922°E   | IPA-17343     | Masia de Cinca (Lladurs) · Vegeu més fotos d'aquest monument · Carregueu una nova foto d'aquest monument                                    |
| Masia de Vilanova                                                        |             | Obra popular XI, XIV     | Lladurs Ctra. St. Llorenç                             | 42° 04′ 45″ N, 1° 31′ 27″ E / 42.07929°N,1.52425°E   | IPA-17344     | Masia de Vilanova (Lladurs) · Vegeu més fotos d'aquest monument · Carregueu una nova foto d'aquest monument                                 |
| Església de Santa Maria de Solanes                                       | BCIL 2011   | Romànic XI-XII           | Lladurs Ctra. Solsona-Bassella, km 17                 | 42° 04′ 03″ N, 1° 22′ 43″ E / 42.06753°N,1.37872°E   | IPA-17345     | Església de Santa Maria de Solanes (Lladurs) · Vegeu més fotos d'aquest monument · Carregueu una nova foto d'aquest monument                |
| Església de Sant Serni de la Llena                                       | BCIL 2011   | Romànic XII              | Lladurs Ctra. Solsona-Bassella, km 3,7                | 42° 03′ 18″ N, 1° 27′ 39″ E / 42.05497°N,1.46094°E   | IPA-17347     | Església de Sant Serni de la Llena (Lladurs) · Vegeu més fotos d'aquest monument · Carregueu una nova foto d'aquest monument                |
| Església de Sant Agustí d'Isanta                                         | BCIL 2011   | Romànic XI-XIII          | Lladurs Ctra. Solsona-Morunys, km 13                  | 42° 05′ 46″ N, 1° 31′ 00″ E / 42.09611°N,1.51655°E   | IPA-17348     | Església de Sant Agustí d'Isanta (Lladurs) · Vegeu més fotos d'aquest monument · Carregueu una nova foto d'aquest monument                  |
| Església de Santa Eulàlia de Timoneda                                    | BCIL 2011   | Romànic XI-XII, XVIII    | Lladurs Ctra. Solsona-Morunys, km 13                  | 42° 04′ 40″ N, 1° 28′ 18″ E / 42.07776°N,1.47173°E   | IPA-17349     | Església de Santa Eulàlia de Timoneda (Lladurs) · Vegeu més fotos d'aquest monument · Carregueu una nova foto d'aquest monument             |
| Pont de la Frau, o aqüeducte de la Frau                                  |             | Obra popular XVIII Final | Lladurs Sobre la riera de la Frau                     | 42° 01′ 20″ N, 1° 30′ 01″ E / 42.02227°N,1.50016°E   | IPA-37009     | Pont de la Frau (Lladurs) · Vegeu més fotos d'aquest monument · Carregueu una nova foto d'aquest monument                                   |
| Pont del Molí d'Ingla                                                    |             | Obra popular XVII        | Lladurs Sobre la Ribera Salada                        | 42° 02′ 08″ N, 1° 25′ 10″ E / 42.03565°N,1.41936°E   | IPA-37014     | Pont del Molí d'Ingla (Lladurs) · Vegeu més fotos d'aquest monument · Carregueu una nova foto d'aquest monument                             |
| Pont de Lladurs                                                          |             | Obra popular XIX         | Lladurs Sobre la Ribera Salada, camí a Montpol        |                                                      | IPA-37020     | Carregueu una nova foto d'aquest monument                                                                                                   |
| Pont del Molí de Ginebrosa                                               |             | Obra popular XVII        | Lladurs Sobre la riera Salada                         | 42° 03′ 18″ N, 1° 25′ 34″ E / 42.05492°N,1.42624°E   | IPA-37021     | Pont del Molí de Ginebrosa (Lladurs) · Vegeu més fotos d'aquest monument · Carregueu una nova foto d'aquest monument                        |
| Església de Sant Miquel de Montpol                                       | BCIL 2011   | XVII                     | Lladurs Montpol                                       | 42° 05′ 14″ N, 1° 24′ 49″ E / 42.08715°N,1.41354°E   | IPA-40003     | Església de Sant Miquel de Montpol (Lladurs) · Vegeu més fotos d'aquest monument · Carregueu una nova foto d'aquest monument                |
| Molí de l'Ingla                                                          |             | Obra popular             | Lladurs                                               | 42° 02′ 14″ N, 1° 25′ 08″ E / 42.037302°N,1.418932°E | IPA-40905     | Carregueu una nova foto d'aquest monument                                                                                                   |
| Molí de la Ginebrosa                                                     |             | Obra popular             | Lladurs                                               | 42° 03′ 20″ N, 1° 25′ 33″ E / 42.05554°N,1.42580°E   | IPA-40906     | Molí de la Ginebrosa (Lladurs) · Vegeu més fotos d'aquest monument · Carregueu una nova foto d'aquest monument                              |
| Restes de la Creu de l'Encontrella                                       | BCIL 2014   |                          | Lladurs                                               | 42° 02′ 11″ N, 1° 30′ 48″ E / 42.03638°N,1.51332°E   | IPA-42321     | Carregueu una nova foto d'aquest monument                                                                                                   |
| Capella de la Mare de Déu de les Neus                                    | BCIL 2011   | Romànic                  | Lladurs Timoneda, pista forestal a Can Palou del Call | 42° 05′ 27″ N, 1° 29′ 06″ E / 42.090893°N,1.485024°E | IPA-49340     | Carregueu una nova foto d'aquest monument                                                                                                   |
| Ermita de Sant Joan Castellonet                                          | BCIL 2011   | Romànic                  | Lladurs Torrents-Vilanova                             | 42° 04′ 36″ N, 1° 34′ 06″ E / 42.0766°N,1.5683°E     | IPA-49341     | Carregueu una nova foto d'aquest monument                                                                                                   |
| Capella de Sant Jaume                                                    | BCIL 2011   | Romànic, obra popular    | Lladurs Torre d'en Dac                                | 42° 01′ 02″ N, 1° 28′ 51″ E / 42.01732°N,1.48084°E   | IPA-49344     | Carregueu una nova foto d'aquest monument                                                                                                   |
| Capella de Sant Jaume Torrenteller                                       | BCIL 2011   | Romànic                  | Lladurs Torrents-Vilanova                             | 42° 05′ 10″ N, 1° 33′ 06″ E / 42.08607°N,1.55165°E   | IPA-49346     | Capella de Sant Jaume Torrenteller (Lladurs) · Vegeu més fotos d'aquest monument · Carregueu una nova foto d'aquest monument                |
| Capella de Santa Margarida del Soler                                     | BCIL 2011   | Romànic                  | Lladurs Camps del Soler, Timoneda                     | 42° 03′ 48″ N, 1° 29′ 16″ E / 42.06337°N,1.48783°E   | IPA-49348     | Carregueu una nova foto d'aquest monument                                                                                                   |
| Capella de Santa Maria de Porredon                                       | BCIL 2011   | Romànic                  | Lladurs Porredon, Montpol                             | 42° 03′ 29″ N, 1° 24′ 12″ E / 42.05797°N,1.40346°E   | IPA-49352     | Carregueu una nova foto d'aquest monument                                                                                                   |
| Capella de Sant Vicenç de Foix                                           | BCIL 2011   | Preromànic               | Lladurs Masia Foix, Torrents-Vilanova                 | 42° 02′ 26″ N, 1° 33′ 31″ E / 42.04054°N,1.55860°E   | IPA-49355     | Carregueu una nova foto d'aquest monument                                                                                                   |
| Capella de Sant Salvador de Puigsec                                      | BCIL 2011   | Romànic, gòtic           | Lladurs Masia de Puigsec                              | 42° 02′ 08″ N, 1° 33′ 01″ E / 42.03563°N,1.55039°E   | IPA-49360     | Carregueu una nova foto d'aquest monument                                                                                                   |
| Ermita de Sant Pere Capdevila                                            | BCIL 2011   | Romànic                  | Lladurs Masia Capdevila, Torrents-Vilanova            | 42° 05′ 53″ N, 1° 34′ 23″ E / 42.09806°N,1.57312°E   | IPA-49366     | Ermita de Sant Pere Capdevila (Lladurs) · Vegeu més fotos d'aquest monument · Carregueu una nova foto d'aquest monument                     |
| Capella de Sant Esteve Castellonet                                       | BCIL 2011   | Romànic                  | Lladurs Masia de Castelló, Torrents-Vilanova          | 42° 04′ 37″ N, 1° 34′ 05″ E / 42.07703°N,1.56795°E   | IPA-49371     | Carregueu una nova foto d'aquest monument                                                                                                   |
| Capella de Sant Salvador d'Aubets, Capella de Sant Salvador d'Albets     | BCIL 2011   | Romànic XII              | Lladurs La Llena                                      | 42° 01′ 52″ N, 1° 27′ 57″ E / 42.0310°N,1.4657°E     | IPA-49377     | Carregueu una nova foto d'aquest monument                                                                                                   |
| Capella de Sant Esteve de Coscollola                                     | BCIL 2011   |                          | Lladurs Masia de Coscollola, Montpol                  | 42° 05′ 11″ N, 1° 23′ 18″ E / 42.08637°N,1.38821°E   | IPA-49379     | Carregueu una nova foto d'aquest monument                                                                                                   |
| Capella de Santa Magdalena del Vilar, Capella de Santa Magdalena de Vilà | BCIL 2011   | Romànic                  | Lladurs El Vilar, Timoneda                            | 42° 04′ 36″ N, 1° 27′ 03″ E / 42.0766°N,1.4508°E     | IPA-49383     | Carregueu una nova foto d'aquest monument                                                                                                   |
| Església de Sant Pau de Terrassola                                       | BCIL 2011   | Romànic                  | Lladurs El Pla dels Roures, Terrassola                | 42° 03′ 49″ N, 1° 26′ 08″ E / 42.06354°N,1.43559°E   | IPA-49389     | Carregueu una nova foto d'aquest monument                                                                                                   |
| Santuari de Massarúbies                                                  | BCIL 2011   | Barroc                   | Lladurs Cobiscol, Montpol                             | 42° 04′ 06″ N, 1° 24′ 55″ E / 42.06835°N,1.41525°E   | IPA-49391     | Santuari de Massarúbies (Lladurs) · Vegeu més fotos d'aquest monument · Carregueu una nova foto d'aquest monument                           |
| Capella de Sant Antoni de Pàdua                                          | BCIL 2011   | Barroc                   | Lladurs Serentill, Montpol                            | 42° 05′ 25″ N, 1° 25′ 02″ E / 42.09031°N,1.41730°E   | IPA-49393     | Carregueu una nova foto d'aquest monument                                                                                                   |
| Església de Sant Julià dels Torrents                                     | BCIL 2011   | XVIII                    | Lladurs Els Torrents                                  | 42° 03′ 48″ N, 1° 32′ 35″ E / 42.06330°N,1.54318°E   | IPA-49394     | Carregueu una nova foto d'aquest monument                                                                                                   |